# Voller grüner Weinkranz

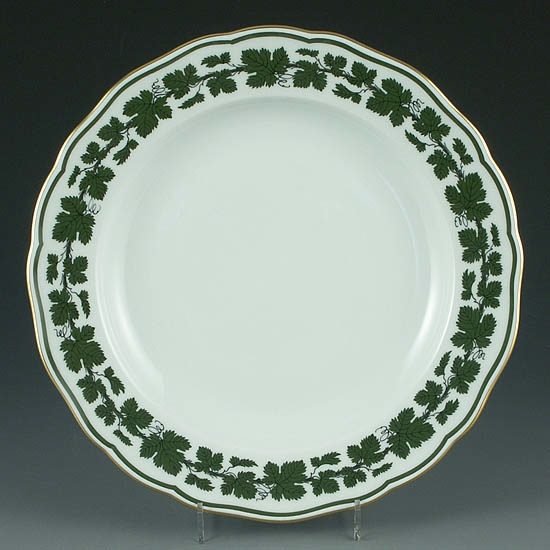
Speiseteller im Weinlaubdekor
(mit Goldkante)

Voller grüner Weinkranz oder umgangssprachlich Weinlaub wird ein klassischer chromgrüner Unterglasurdekor des Meissener Porzellans genannt, der dem Dekor Weinlaub-Ranken entspricht. Im Jahr 1817 wurde er von Johann Samuel Arnhold in Meißen entworfen. Der dichte Weinlaubkranz mit den dekorativ gruppierten Blättern wird nahezu unverändert bis heute produziert. Den drei wichtigsten Stilelementen wird hohe Symbolhaftigkeit zugeschrieben: Grün als Sinnbild des Lebens, Wein für die Kraft des Geistes und der Kranz als Zeichen der Verehrung und Dauerhaftigkeit. Die Charakteristik des Dekors erlaubte die Anpassung an beliebte Serviceformen des 18. Jahrhunderts, zum Beispiel an die 1745 von Johann Joachim Kändler gestaltete Serviceform Neuer Ausschnitt.

## Galerie

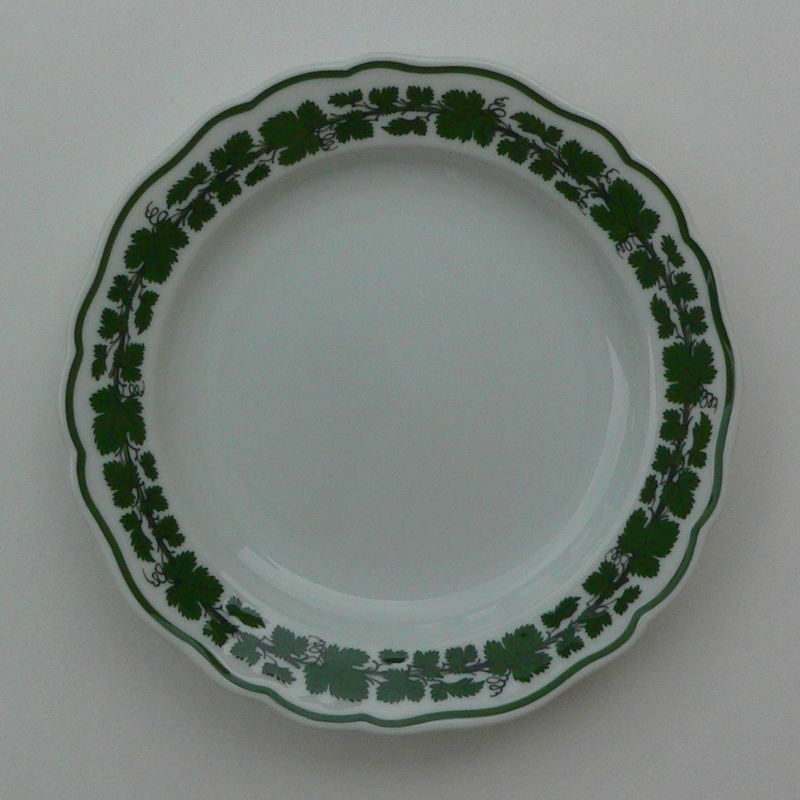
Speiseteller (18 cm, ohne Goldkante)
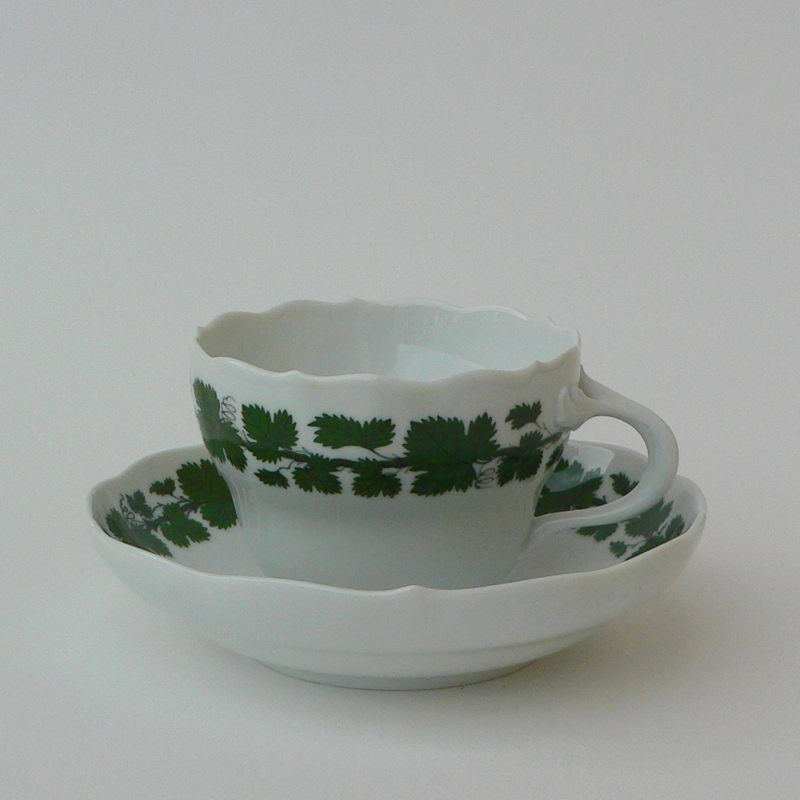
Kaffeetasse (0,2 l)
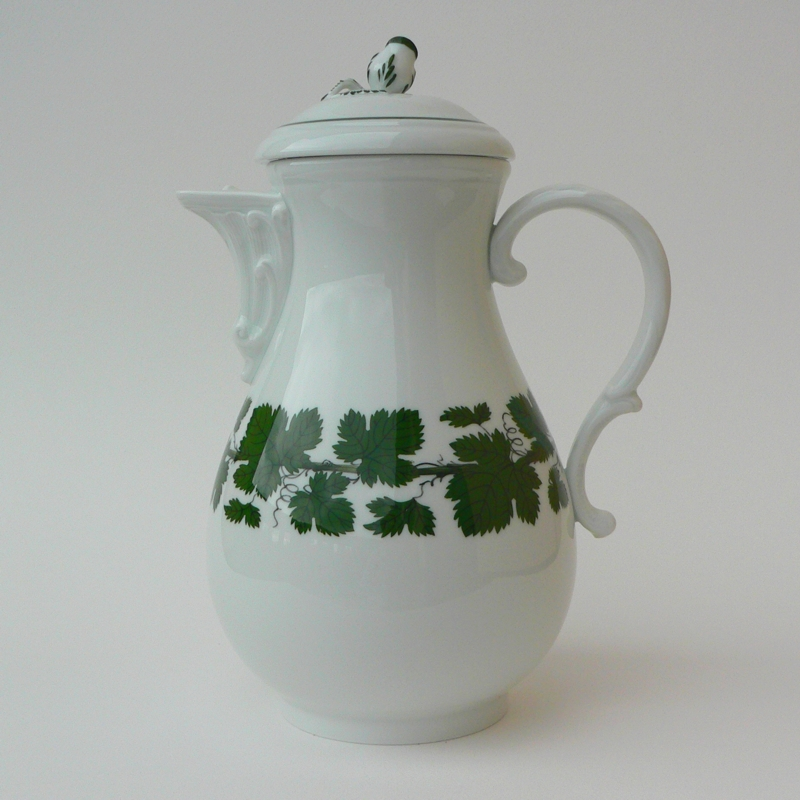
Kaffeekanne (1,2 l)
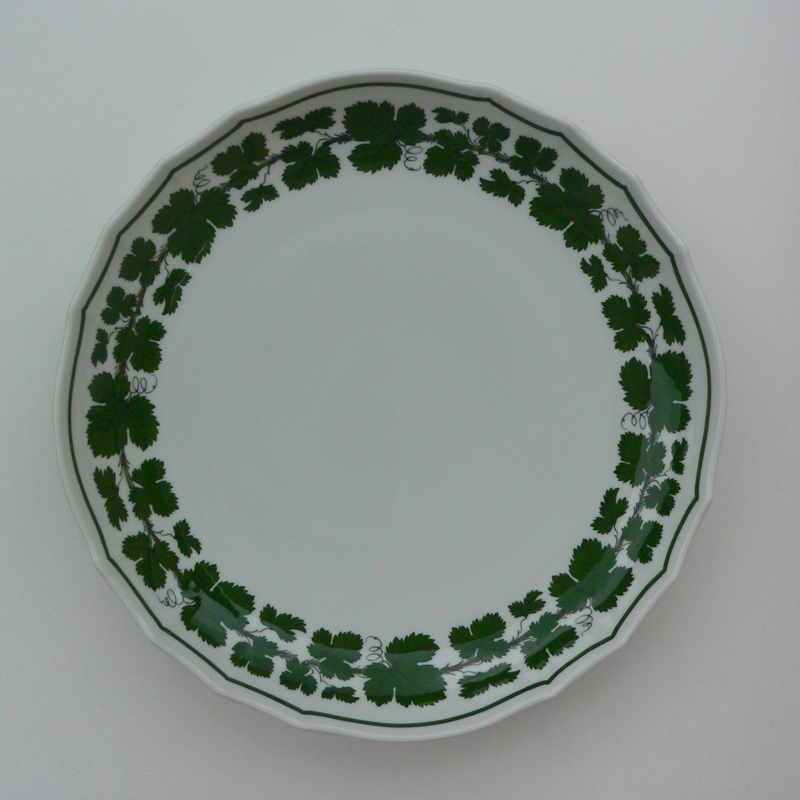
Kuchenschale (28 cm)
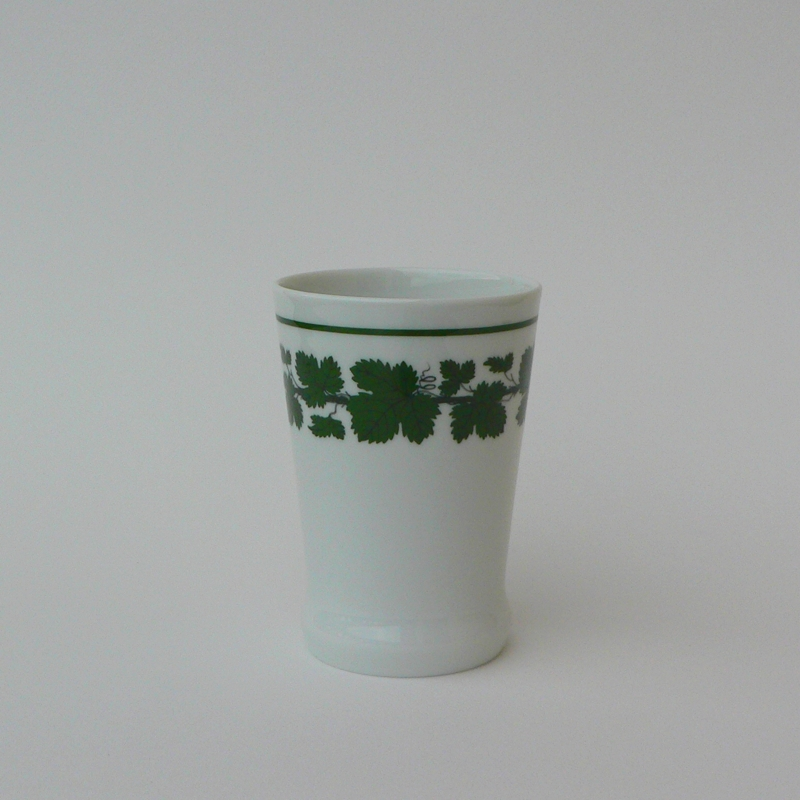
Becher (0,2 l)
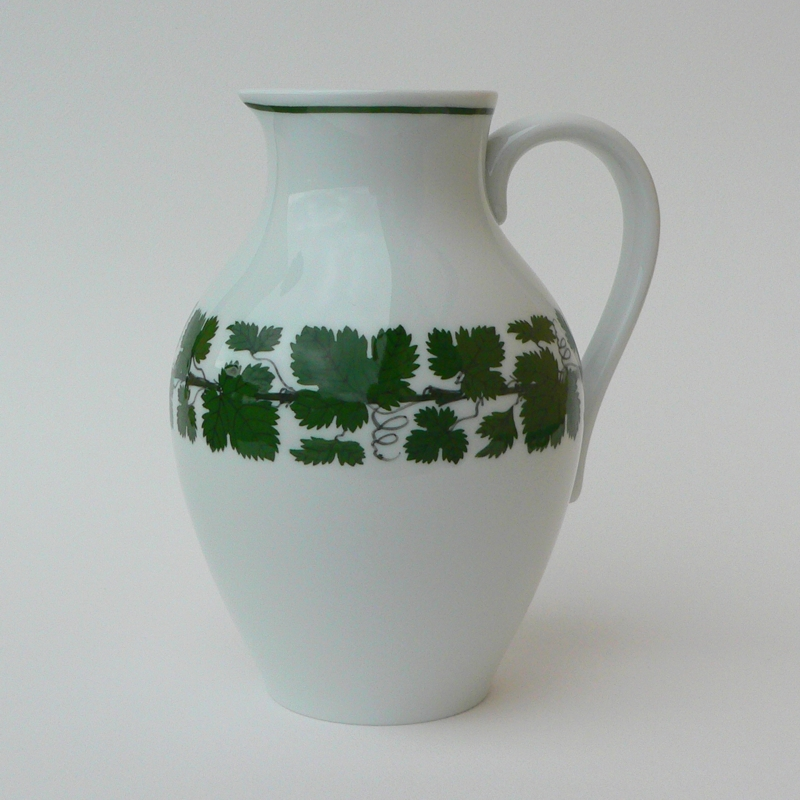
Krug (0,8 l)
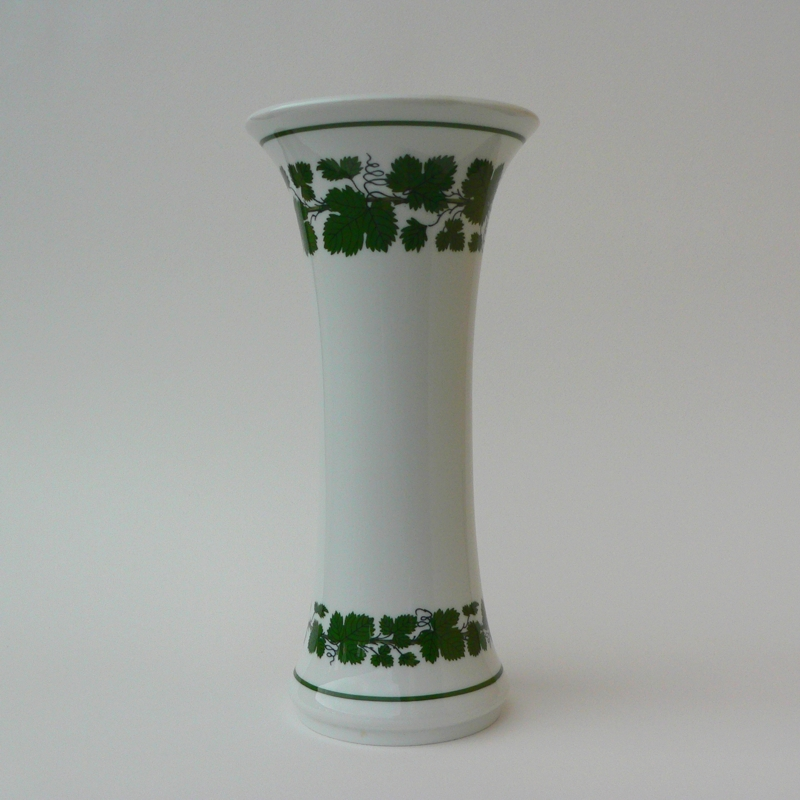
Vase (25 cm)
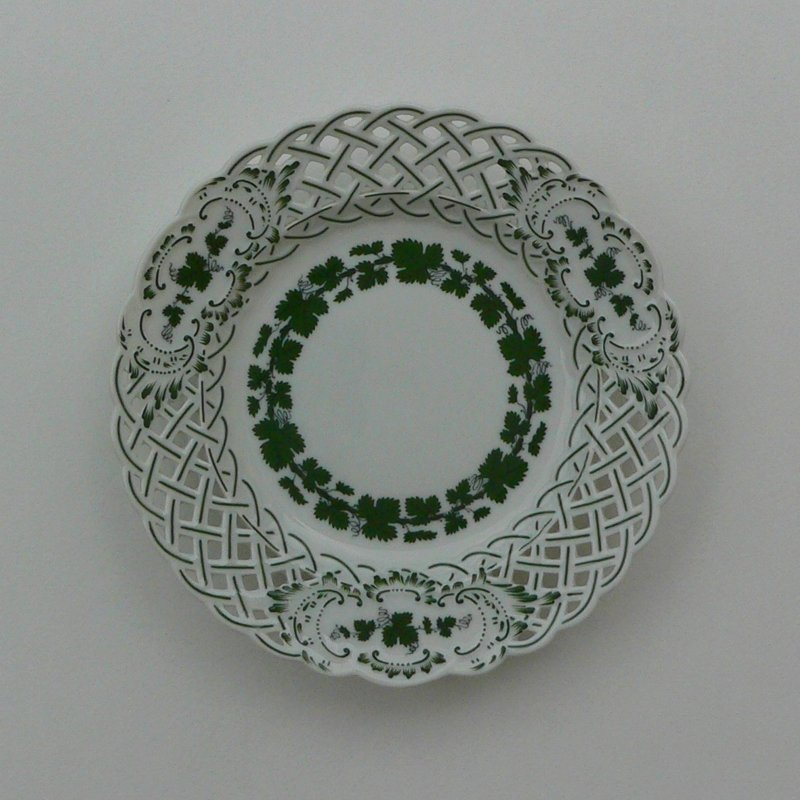
Teller, durchbrochen